# Lauren Ervin
Lauren Rochelle Ervin (ur. 24 marca 1984 w Inglewood) – amerykańska koszykarka występująca na pozycjach silnej skrzydłowej oraz środkowej.
16 lutego 2018 została zawodniczką CCC Polkowice. 19 września dołączyła do tureckiej Adany Basket.
12 sierpnia 2020 zawarła umowę z KS Basket 25 Bydgoszcz.

## Osiągnięcia
Na podstawie, o ile nie zaznaczono inaczej.
College
- Mistrzyni California Junior College (2006)
- Zawodniczka roku Southern California Junior College
- MVP turnieju Blue Sky Classic
- Zaliczona do I składu:
  - Kodak Junior College All-American
  - najlepszych pierwszorocznych zawodniczek Big 12 (2004 przez Dallas Morning News)

Drużynowe
- Mistrzyni:
  - II ligi tureckiej (2019)[6]
  - Polski (2018)[7]
- Finalistka Superpucharu Polski (2020)[8]
- Uczestniczka rozgrywek Eurocup (2012/2013, 2014/2015)

Indywidualne
(* – nagrody przyznane przez portal eurobasket.com)
- MVP finałów II ligi tureckiej (2019)[9]
- Zaliczona do I składu*:
  - II ligi tureckiej (2019)[9]
  - zawodniczek zagranicznych II ligi tureckiej (2019)[9]
- Liderka:
  - strzelczyń Eurocup (2015)
  - w zbiórkach ligi:
    - włoskiej (2011)
    - tureckiej (2014)
    - francuskiej (2016)
    - czeskiej (2013)